# 김지현 (배드민턴인)
김지현(1974년 9월 10일~)은 대한민국의 배드민턴 선수 출신 배드민턴 지도자이다. 선수 시절 1998년 스웨덴오픈 배드민턴선수권대회 여자 단식 금메달을 획득했다.